# Toni Prim
Toni Prim (Lleida, 1956) és un fotògraf, docent i col·leccionista català. Ha estat impulsor de nombroses iniciatives relacionades amb la fotografia contemporània del darrer quart de segle XX que ofereixen un valuós retrat de les transformacions socials i polítiques de la Transició democràtica. Disposa d'un arxiu de més de 70.000 negatius i 400.000 arxius en digital i és autor de quinze llibres d'imatges.
L'any 2019 va realitzar el projecte «Benvinguts a Palm City», una exposició de fotografies de palmeres a partir d'una col·lecció de 6.000 imatges de palmeres fotografiades des de diferents perspectives d'arreu del món en places, platges, grafisme o indumentària.